# Вотел, Энди
Энди Вотел (настоящее имя Эндрю Шэлкросс, англ. Andrew Shallcross) — английский диджей, продюсер, совладелец лейбла Twisted Nerve Records (другой совладелец — певец и композитор Дэймон Гох, он же «Badly Drawn Boy»). Помимо музыкальной деятельности, Энди Вотел занимается графическим дизайном и режиссурой.
С начала 1990-х Вотел работал в стиле хип-хоп в различных клубах, вскоре став узнаваемым на независимой манчестерской сцене. Первый альбом Styles of the unexpected (2000) получил хорошие отзывы критики, оставшись, впрочем, незамеченным в чартах. Стиль альбома сочетал в себе элементы рока, электроники, фанка и психоделического джаза. С выходом альбома Энди Вотел стал одним из ведущих независимых манчестерских музыкантов.
Выпущенный в 2002 году второй альбом All Ten Fingers также был записан в эклектичном стиле, сочетающем элементы электро-попа, рока, фанка, джаза, трип-хоп. В записи альбома, наряду с другими музыкантами, принял участие первый вокалист краутрок-группы Can, Малкольм Муни.
На ноябрь 2008 года Энди Вотелом были изданы 2 альбома, 6 синглов и большое количество ремиксов (Death In Vegas, Lamb, Texas и др.).

## Дискография

### Альбомы
- Styles of the Unexpected (Twisted Nerve Records, 2000)
- All Ten Fingers (Twisted Nerve Records, 2002)

### Синглы
- If Six Was Nine (12", Grand Central Records, 1996)
- Sluts Small (7", Sluts Small, 1999)
- Whirlpool (Twisted Nerve Records)
- The Amazing Transplant EP — с Cherrystones (12", Stark Reality, 1999)
- Girl On A Go-ped / Return Of The Spooky Driver (Twisted Nerve Records)
- Girl On A Go-ped (Remix) (Twisted Nerve Records)
- I wish i was a pirate (Twisted Nerve Records, 1997)

### Сборники
- Music To Watch Girls Cry (2003)
- Folk Is Not a Four Letter Word (2005)
- Vertigo Mixed (2005)
- Songs In The Key Of Death (2005)
- Songs Of Insolence (2005)
- Welsh Rare Beat (2005)
- Prog Is Not a Four Letter Word (2006)